# Karl-Joachim Heinemann
Karl-Joachim Heinemann (* 14. März 1940 in Halle/Saale; † 29. Dezember 2021) war ein deutscher Industriedesigner und Hochschullehrer.

## Leben und Werk
Heinemann absolvierte von 1959 bis 1961 eine Lehre als Metallflugzeugbauer und studierte danach bis 1966 an der Hochschule für industrielle Formgestaltung Halle – Burg Giebichenstein (HIF). Dort hatte er von 1966 bis 1968 eine Aspirantur, von 1968 bis 1972 war er Wissenschaftlich-Künstlerischer Mitarbeiter, ab 1972 Dozent. Von 1970 bis 1976 war er stellvertretender Direktor der Sektion Arbeitsmittel/Arbeitsumwelt. Daneben hatte er von 1973 bis 1977 eine außerordentliche Aspirantur an der Karl-Marx-Universität Leipzig, die er mit der Promotion zum Dr. phil. abschloss.
Von 1976 bis 1986 war Heinemann Prorektor für Erziehung und Ausbildung an der HIF, von 1978 bis 1980 außerdem Direktor der Sektion Gestalterisch-Künstlerische und Technisch-Naturwissenschaftliche Grundlagen. Ab 1979 hatte er eine Professur. Neben seiner Tätigkeit an der HIF war er ab 1983 Chefgestalter und Leiter der Leiteinrichtung für Gestaltung des VEB Kombinat baukema in Leipzig. Mehrere von ihm designete technische Maschinen und Geräte gingen in die Serienproduktion. 1979 erhielt er mit Horst Oehlke „für ihre formgestalterischen Arbeiten für die Industrie und die Umweltgestaltung sowie die Ergebnisse ihrer Arbeit in Forschung und Lehre“ den Designpreis der DDR.
Heinemann war bis 1990 Mitglied des Verbands Bildender Künstler der DDR. Nach dem Ausscheiden aus dem Hochschuldienst betrieb er in Halle-Nietleben ein Designstudio.
Heinemanns Grab befindet sich auf dem Friedhof Kröllwitz.

## Teilnahme an Ausstellungen (mutmaßlich unvollständig)
- 1972 bis 1988: Dresden, VII. bis X. Kunstausstellung der DDR
- 1974 und 1979: Halle, Bezirkskunstausstellungen
- 1984: Halle, Kunst im Bezirk Halle

## Werke (Auswahl)

### Von Heinemann designete Produkte
- Schwarzdeckenfertiger S 750 (1974; Produktion im VEB Baumaschinen Gatersleben)[3]
- Tandemwalze T 12 (1979/1981; Produktion im VEB Baumaschinen Gatersleben)
- Fahrerstand (innen) für Kombinationswalzen (1981)
- Labordrahtbonder MDB 10 (1981)

### Wissenschaftliche Publikationen
- Der Prozess der visuellen Gestaltentwicklung und die Beschreibung der Erscheinung industriell gefertigter Erzeugnisse als Gegenstand praktisch-gestalterischer Untersuchungen und erkenntnistheoretischer Erörterungen. In: Kolloquium zu Fragen der Theorie und Methodik der Industriellen Formgestaltung; Hochschule für Industrielle Formgestaltung, 1(1977), S. 119–134[4]
- Form + Farbe. Verlag Fachfarbdruck Naumburg, 1982 (Mitautor und Herausgeber)
- Das didaktische Prinzip für die Designer-Grundlagenausbildung. In: Kolloquium zu Fragen der Theorie und Methodik der Industriellen Formgestaltung; Hochschule für Industrielle Formgestaltung, 1/1983, S. 12–30[5]
- Die Suche nach der objektiven Form. In: Wissenschaftliche Zeitschrift der Hochschule für Architektur und Bauwesen, Weimar, Heft 5/6/1983